# Morinia doronici
Morinia doronici är en tvåvingeart som först beskrevs av Giovanni Antonio Scopoli 1763.  Morinia doronici ingår i släktet Morinia och familjen spyflugor.
Artens utbredningsområde är Slovenien. Arten är reproducerande i Sverige. Inga underarter finns listade i Catalogue of Life.